# Donne (cráter)
Donne es un cráter de impacto de 86 km de diámetro del planeta Mercurio. Debe su nombre al poeta inglés John Donne (1572-1631), y su nombre fue aprobado por la  Unión Astronómica Internacional en 1976.